# Ebro
|  | «Ebro» redirigeix aquí. Vegeu-ne altres significats a «Ebro (Florida)». |

Ebro fou la marca comercial dels productes que fabricaren entre 1954 i 1987 l'empresa amb seu a Catalunya Motor Ibérica, SA (successora de l'antiga filial de Ford a l'estat espanyol) i la seva successora, Nissan Motor Ibérica. La gamma de productes Ebro abastava un ampli ventall de vehicles de transport (tot terreny, furgonetes, camions, autobusos, etc.), agrícoles (tractors, recol·lectores, etc.) i maquinària per a la construcció i obres públiques.
Motor Ibérica tenia la seu central a Barcelona des de la seva fundació com a Ford Motor Ibérica el 1923, inicialment al número 149 de l'Avinguda Icària del Poblenou i d'ençà de 1967 a la Zona Franca. Allà és on segueix actualment, convertida ara en la filial de Nissan Motor Company a l'estat espanyol.

## Història

### Antecedents: Ford Motor Ibérica
El 1920, Ford fundà a Cadis (Espanya) la seva filial Ford Motor Company, S.A.E. i va començar a construir-hi cotxes i camionetes Ford T. El 1923, atesa la manca d'idoneïtat del lloc triat per al seu emplaçament, l'empresa es va traslladar a Catalunya i va muntar la fàbrica a l'Avinguda Icària del Poblenou.
El 1929, l'empresa es va reorganitzar i va canviar la seva denominació social per Ford Motor Ibérica, SA. El 1935, la seva producció fou de 7.800 unitats (la meitat camions i la resta turismes) i les exportacions a Portugal, Itàlia i el Marroc es consolidaren. La filial catalana va aconseguir aquell any el segon lloc pel que fa a beneficis totals de la firma a Europa.
Durant la guerra civil espanyola l'empresa va interrompre la fabricació de vehicles, tret d'uns pocs de militars, i la fàbrica va ser bombardejada. Acabat el conflicte es va reprendre la producció de camions amb peces importades però, a causa dels impediments que hi posaven les autoritats franquistes, el gruix de l'activitat passà a ser la fabricació de recanvis per als vehicles d'abans de la guerra i la comercialització de gasògens. Atesa la situació d'autarquia econòmica, l'empresa va mirar de reorientar el negoci oferint les seves instal·lacions i experiència al nou règim per tal de potenciar la fabricació de camions i tractors, en aquell moment molt necessaris. Les converses, però, no van fructificar perquè als franquistes no els agradava que un sector estratègic estigués controlat per una firma de matriu estrangera i, d'altra banda, volien traslladar la fàbrica a l'altiplà castellà.

### El naixement d'Ebro

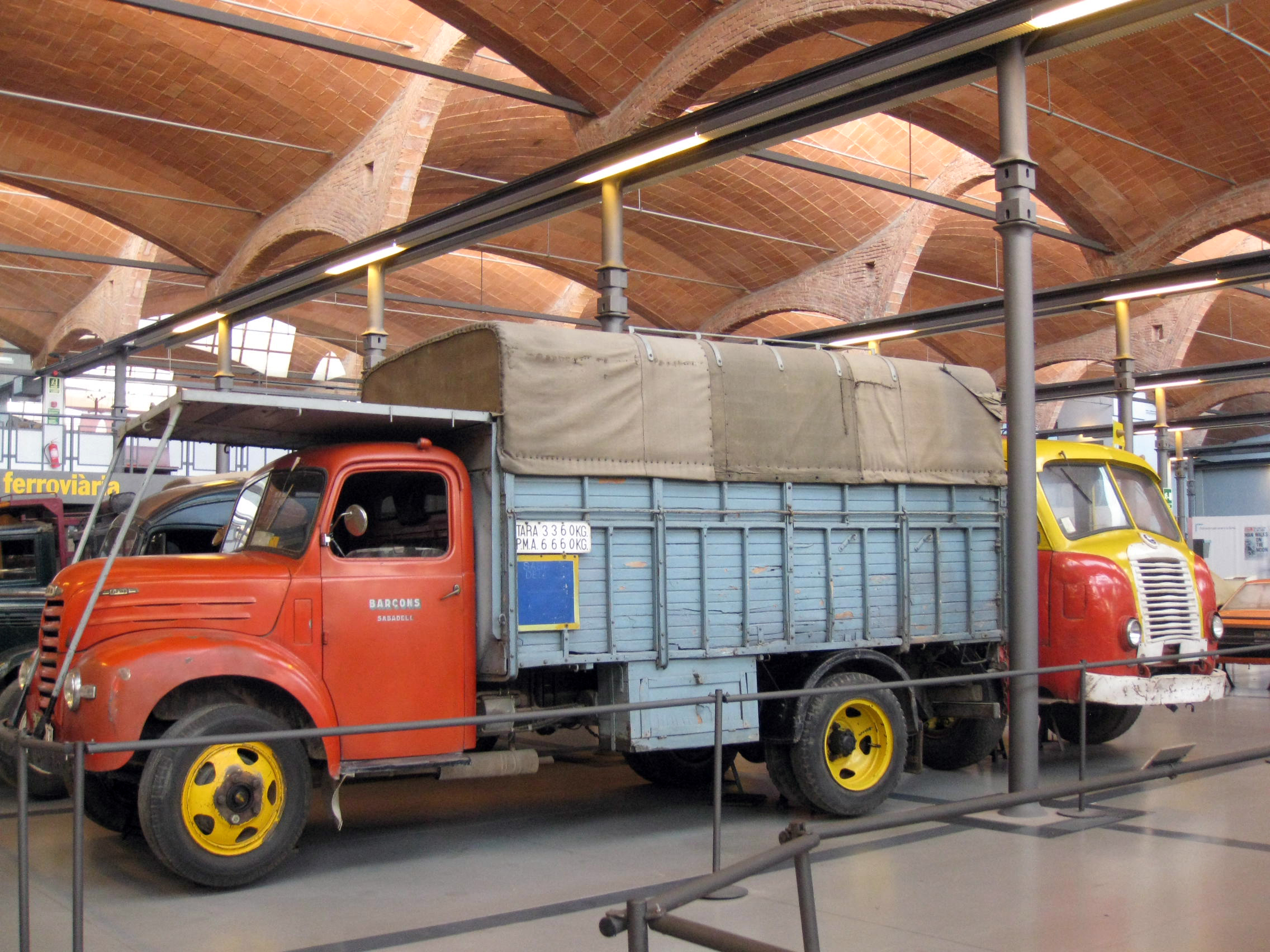
Camió Ebro tipus "Fordson" (1961), exposat al mNACTEC

Ford Motor Ibérica va subsistir uns anys sense fabricar vehicles amb la idea de poder-s'hi tornar a dedicar aviat. El 1953, en entrar en producció les noves empreses SEAT i FASA-Renault, apadrinades pel règim, Ford s'adonà que el seu antic nínxol de mercat a l'estat espanyol quedava ocupat i renuncià finalment a la seva presència al país. El 1954 vengué la seva participació en l'empresa i la companyia resultant, plenament nacionalitzada, es va anomenar Motor Ibérica, SA.
La nova Motor Ibérica va mantenir la vinculació amb Ford mitjançant el muntatge de tractors Fordson i camions Thames Trader, tots dos models distribuïts al Regne Unit per la filial britànica de l'empresa americana. Probablement per això, l'empresa trià com a marca dels seus productes el nom del principal riu de la península, "Ebro" (així com el Tàmesi -Thames- és el riu més gran de Gran Bretanya).
A causa de les dificultats que travessava la firma en aquella època, Motor Ibérica va comprar una mina de ferro per a poder invertir les divises que proporcionava la seva exportació en la compra de maquinària per a la fàbrica. Un cop hagué comprat materials i maquinària a la central de Ford i a la filial britànica, el 1955 llançà la seva nova gamma de vehicles Ebro, començant pels primers tractors Ebro 38 (fabricats juntament amb camions per tal d'abaratir el producte). Inicialment, tant els tractors com els camions eren còpies quasi exactes dels originals britànics.
La fabricació de tractors va experimentar un creixement espectacular, passant de 500 el 1955 a 8.000 el 1964. Fins al 1960, els preus de venda estaven sotmesos a l'aprovació del Ministeri d'Indústria franquista.
A començaments de la dècada de 1960 es produïen ja 10.000 camions a l'any. Ebro havia anat introduint progressivament una nova sèrie de camions derivats dels Ford 'D' (amb cabina inclinable) i a poc a poc va cobrir una àmplia gamma de configuracions.

### El creixement dels anys 60
El 1965 es varen trencar definitivament les relacions amb Ford i es formalitzà un acord amb la canadenca Massey Ferguson per a fabricar els seus tractors sota llicència. Aquesta companyia, a més, entrà com a soci a Motor Ibérica amb la compra del 36% de les accions. Massey Ferguson aportà a l'empresa catalana tecnologia, formació del personal i noves tècniques i processos de fabricació que varen fer competitius els vehicles Ebro a escala internacional.
Tot aquest creixement va deixar petites les instal·lacions de l'Avinguda Icària de Barcelona. S'inicià llavors el trasllat a la nova fàbrica de la Zona Franca, la qual comptava el 1967, en la seva fase inicial, amb unes naus d'11.500 m². A més a més, a conseqüència de la injecció de capital arran de l'entrada de Massey Ferguson, Motor Ibérica inicià una fase d'expansió fonamentada en l'absorció d'altres empreses. Durant aquesta època es compraren i s'integraren dins la companyia les següents:
- FADISA (Fabricación de Automóviles Diesel, SA), fabricant sota llicència d'Alfa Romeo de les furgonetes Romeo-Fadisa a Àvila.
- Perkins Hispania SA, fabricant sota llicència dels motors dièsel britànics Perkins a Madrid.
- AISA (Aeronáutica Industrial, SA), fabricant de les furgonetes i camions Avia a Madrid. Un cop absorbida, Motor Ibérica fabricà amb marca Avia les darreres furgonetes Siata, un model que havia produït anteriorment com a Ebro Siata des que en comprà la patent a l'antiga Siata Española de Tarragona.
- VIASA (Vehículos Industriales y Agrícolas, SA), fabricant sota llicència de vehicles Jeep a Saragossa, entre ells el Jeepster Commando. D'ençà de l'absorció, els vehicles es vengueren amb marca Viasa-Ebro o Ebro (com en el cas de l'Ebro Comando).
- Braud et Faucheux, fabricant de carretons elevadors.

A partir de la compra corresponent, els vehicles que fabricava cada empresa incorporada passaven a ser comercialitzats amb marca Ebro. Això va donar lloc a una escalada de badge engineering (és a dir, la comercialització d'un mateix producte amb marques diferents), ja que tant es venien Jeeps amb marca Avia, com Alfa-Romeos amb marca Ebro i nombroses combinacions semblants.

### L'expansió dels anys 70
El creixement de Motor Ibérica continuà durant la dècada de 1970. El trasllat definitiu i total a la Zona Franca es materialitzà el 1972, per bé que l'activitat a l'Avinguda Icària no cessà definitivament fins al 1988. En el període 1971-1975 es va quintuplicar la xifra de vendes, destacant l'exportació de vehicles Ebro a molts països, en una proporció que va suposar ja el 1975 un valor econòmic de vora el 25% del seu volum de vendes. Cap a 1976 es concedí llicència per a la fabricació de camions i tractors Ebro al Marroc, mitjançant la filial Ebro Al-Magrib, s'arribà a acords amb Daf i es creà Ebro Trucks Nederland als Països Baixos.
El 1976 es tancaren també diversos acords, entre ells el que permeté la construcció de tractors eruga a Còrdova, i es constituïren algunes noves companyies: Fundimotor, Mecobusa i Sercoplán (aquesta darrera, per a l'enginyeria de l'empresa).
Cap a 1977, Motor Ibérica estava present en tres sectors productius i disposava d'una estructura descentralitzada a tot l'estat espanyol, amb un total 20 factories especialitzades repartides per 13 províncies espanyoles que donaven feina a 11.000 treballadors, a més de participar en diverses empreses proveïdores i tenir una important presència en altres països (vegeu la secció Estructura de l'empresa).

### La fi de la marca
El 1979, Massey Ferguson va vendre la seva participació en la companyia a Nissan Motor Company. Motor Ibérica començà aleshores a emprar tecnologia Nissan i a fabricar productes netament japonesos, com ara el Nissan Patrol i la Nissan Vanette. Durant la tardor de 1982, la multinacional japonesa augmentà la seva participació del 36% que tenia al 53%.
El 1986, arran de l'adhesió d'Espanya a la CEE, Nissan va prendre el control total de Motor Ibérica (se'n quedà el 80% de les accions) i l'empresa canvia de denominació, aquest cop a Nissan Motor Ibérica. La divisió de tractors fou venuda aleshores al fabricant japonès Kubota i, durant un breu període, els tractors japonesos d'aquesta marca varen ser muntats i comercialitzats a l'estat espanyol amb marca Ebro-Kubota. Pel que fa a la resta de vehicles, a partir de 1987 la marca Ebro es va anar fent cada cop més irrellevant fins que arribà a ser substituïda definitivament per "Nissan". Abans d'això, però, va haver-hi iniciatives sorprenents, com ara la venda de diverses partides de Nissan Patrol sota la marca Ebro en alguns països europeus.

## Estructura de l'empresa
Durant la dècada de 1970, Motor Ibérica estava present en tres sectors: 
- Transport, amb la fabricació d'una àmplia gamma que anava des de les furgonetes Ebro-Siata (amb 500 kg de càrrega) fins al camió tractor de 27 tones
- Maquinària agrícola
- Maquinària per a construcció i obres públiques

L'empresa disposava en aquella època d'una estructura descentralitzada a tot l'estat espanyol, amb un total de 20 factories especialitzades les principals de les quals eren aquestes:
1. Barcelona: Camions, tractors i motors Ebro, a més de la mecanització en general
2. Montcada i Reixac, Vallès Occidental: Estampació i carrosseries
3. Terrassa, Vallès Occidental: Mecanismes de direcció i cigonyals
4. Madrid: Motors Perkins i vehicles Avia
5. Àvila: Furgonetes Ebro
6. Eixea (província de Saragossa): Maquinària agrícola Ebro
7. Còrdova: Tractors eruga Ebro
8. Villafría (província de Burgos): Tractors Renault
9. Noain (País Basc): Recol·lectores
10. Asua (País Basc): Altres peces

A banda, Motor Ibérica participava en diverses empreses, com ara Estampaciones Metálicas Tio, S.A. de Sant Andreu de la Barca (Baix Llobregat) o Talleres Vigata de Taüst (província de Saragossa) entre d'altres, per tal d'assegurar-se el subministrament i la qualitat de les peces i els components que necessitava per als seus vehicles.
La presència en altres països era també important: Motor Ibérica tenia un 25% d'Al Frat Company (una factoria de muntatge dels tractors Ebro a Síria), i un 51% de Lambricard (per al muntatge i distribució de vehicles Ebro a Grècia). La xarxa de concessionaris i distribuïdors abastava 80 països. Cap a 1977 s'estava completant la constitució o adquisició de participacions d'empreses a Itàlia, Suïssa, Colòmbia, Veneçuela, Togo i França.

### El grup Motor Ibérica
A banda de la matriu de Barcelona, Motor Ibérica SA, el grup Motor Ibérica estava constituït per les següents empreses:
- Aeronàutica Industrial (Aisa)
- Vehículos Industriales y Agrícolas (Viasa)
- Fundiciones de Asúa
- Fundimotor
- Mecánica de los Corrales de Buelna (Mecobusa)
- Fundiciones Riverola
- Estampaciones Metálicas Tio
- Sercoplán
- Talleres Vigata
- Al Frat Co. (Síria)
- Ebro Hellas (Grècia)
- Ebro Trucks Nederland (Països Baixos)
- Ebro al-Maohreb (Marroc)

### Volum del negoci
Com a exemple de la importància de Motor Ibérica, la xifra de negoci de tot el grup fou el 1977 de 33.405 milions de pts, 26.786 dels quals corresponien a les vendes en el mercat interior i la resta a les exportacions. Atenyent-nos només a la matriu, Motor Ibérica SA, les vendes ascendiren a 32.450 milions, dels quals 25.903 dins el mercat estatal i 6.547 a l'exportació. Els seus resultats varen superar els 1.100 milions de pts.
El 1977 les inversions del grup van arribar als 1.332 milions de pts, a banda de 800 milions més destinats a activitats d'enginyeria i investigació. Les vendes per treballador ascendiren aquell any a 3.090.000 pts.

## Producció

### Camions

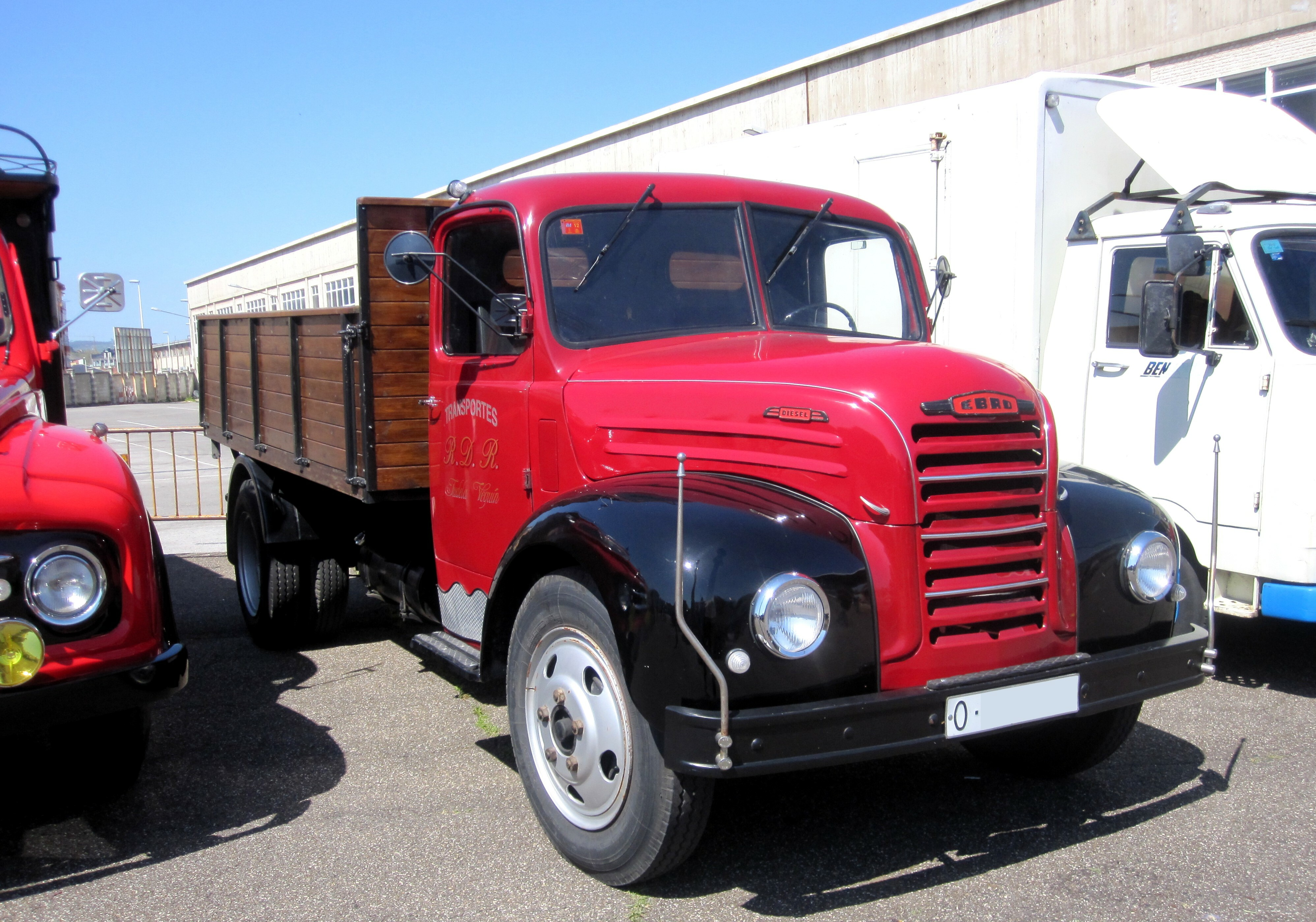
Un Ebro B-45 de 1964 (tipus "Fordson")

Els primers camions Ebro eren adaptacions quasi idèntiques dels Fordson i del Ford Thames Trader britànics. Un dels més populars aleshores fou l'Ebro B-45. Durant la dècada de 1960, els Ebro derivats dels Ford 'D', inicialment per a càrregues d'entre 1/2 i 7 tones, van anar cobrint el rang de camions rígids de 2 i 3 eixos i el d'articulats, amb capacitats de càrrega de 3 a 27 tones.
A la dècada de 1980, Ebro va llançar la Sèrie 'E' de camions oscil·lants, amb uns sis models de 3.500 a 11.200 kg nets, i la Sèrie 'P' de pesos nets de 13.000 a 27.000 kg. Les furgonetes Avia més lleugeres continuaven en producció.
Les darreres sèries de camions llançades per Ebro varen ser aquestes:
- Ebro Sèrie F, amb una capacitat de càrrega de fins a 7 tones (1977-1987)
- Ebro Sèrie P, amb una capacitat de càrrega de 3-27 tones (1976-1981)
- Ebro Sèrie L/M, amb una capacitat de càrrega de 3,5-27 tones (1980-1987)

### Tractors

#### Els primers Ford
Quan Ford vengué les seves accions i es creà Motor Ibérica el 1954, no abandonà del tot la seva vinculació amb la seva antiga filial, ja que li seguí donant suport tècnic. El desenvolupament d'enginyeria de Ford és palès als primers dissenys de Motor Ibérica, molt semblants als Fordson (New Major, Power Major i Super Major). El primer tractor de Motor Ibérica, l'Ebro 38 de 1955, duia un motor de 4 cilindres i 3.600 cc amb transmissió de 6 + 2 marxes i 38 CV de potència. Aquest fou l'únic model de tractor Ebro fins al 1961, en què va aparèixer el Super Ebro, origen del Super 55 de 1964.

#### Els Massey Ferguson
Fruit de la nova col·laboració tècnica amb Massey Ferguson, el 1967 surt l'Ebro 160. Cap a 1970 els motors es canvien pels Perkins i el 1973 es compra l'empresa de maquinària agrícola Valpadana. El 1980 apareix la Sèrie 6000, amb transmissions de 12 + 4, direcció hidroestàtica, doble tracció, sistema hidràulic modern, cabina integral, pedals suspesos, transmissió sincronitzada, grup super-lent i altres innovacions.

#### Ebro Kubota
En passar Nissan a ser accionista majoritari de l'empresa, decidí de vendre la divisió agrícola a Kubota Ltd. El 1986 es funda Ebro Kubota S.A. amb tres socis majoritaris: Motor Ibérica (80%), Kubota (15%) i Marubeni (5%), la darrera només per a la projecció d'Ebro-Kubota a Europa. La nova fàbrica dels tractors Ebro i Kubota es muntà en uns terrenys de Motor Ibérica a Cuatro Vientos (Madrid), amb una capacitat de producció de fins a 8.000 unitats anuals.
El nou equip de disseny renovà la Sèrie 6000 i la nova gamma resultant s'anomenà Sèrie 8000. En formaven part l'Ebro 8070 amb 72 CV, el 8100 amb 96 CV, el 8110 amb 115 CV i el 8135 amb 130 CV. La gamma retornà al color blau cel original dels primers tractors Ebro. Els Ebro 8000 incorporaven motors Nissan fabricats per Nissan Motor Ibérica també a Cuatro Vientos. Cap a 1988 aparegué la nova Sèrie H, amb petits canvis estètics envers la 8000. Fou la darrera gamma de tractors venuts amb la històrica marca Ebro.
De mica en mica el percentatge de participació de Kubota dins la societat Ebro Kubota anà creixent fins a arribar al 60% el 1989. S'inicià llavors el disseny d'un nou tractor, el projecte "Kubota K1", però el 1994, en plena fase de proves, Kubota decidí tancar la seva filial espanyola a causa de les importants pèrdues que venia patint.

### Dècada del 2020
Actualment, Nissan Espanya fabrica la gamma de camions lleugers Cabstar i la gamma de camions pesants Atleon a la planta de Nissan Motors a Àvila.
L'any 2021, la marca Ebro va ser adquirida per l'empresa espanyola EV Motors.
Al Saló de l'Automòbil de Barcelona de 2023, l'empresa espanyola Ebro va anunciar la resurrecció de la marca després de trenta-sis anys fora del mercat. El retorn es farà amb una camioneta 100 % elèctrica (basada en el xassís i el disseny de l'antiga Nissan Navara) que estarà disponible per a la venda a partir de 2025.
L'any 2023 es va signar una empresa conjunta entre EV Motors i la companyia xinesa Chery Automobile per a l'assemblatge de models de marca Chery sota la marca Ebro a la planta de Barcelona, amb la intenció de comercialitzar-los a Espanya i en alguns mercats europeus. El novembre de 2024 es va iniciar l'assemblatge (mitjançant CKD) dels models Chery Tiggo 7 i Tiggo 8, que foren reanomenats Ebro S700 i Ebro S800, respectivament.